# 河東警察署
河東警察署（ハドンけいさつしょ）は、慶南地方警察庁所管の警察署である。

## 管轄区域
- 河東郡

## 沿革
- 1945年10月21日 - 国立警察発足
- 1946年6月　- 第7管区第7区警察署に改称
- 1948年10月8日 - 河東警察署に戻す

## 管轄派出所
- 邑内派出所
- 辰橋派出所
- 玉宗派出所
- 横川派出所
- 花開派出所
- 岳陽派出所
- 古田派出所
- 金南派出所
- 金城派出所

## 管轄治安センター
- 赤良治安センター
- 良甫治安センター
- 北川治安センター
- 青岩治安センター